# استلا ماکسول
استلا ماکسول (به انگلیسی: Stella Maxwell) (زاده ۱۵ مهٔ ۱۹۹۰) مدل ایرلندی-نیوزیلندی و زادهٔ بلژیک است.

## اوایل زندگی
استلا در سال ۱۹۹۰ از خانواده ای از ایرلند شمالی در بروکسل بلژیک متولد شد. او سه خواهر بزرگ‌تر از خودش دارد و تا ۱۳ سالگی در بلژیک زندگی کرده‌است. او در مدرسه مدلینگ ثبت نام کرد و پس از آن با خانواده اش به کانبرا، استرالیا نقل مکان کرد. در کانبرا به مدت ۱ سال بود و پس از آن به نیوزلند در ۱۴ سالگی رفت و دارای پاسپورت نیوزلند است. او به کالج کوئین مارگارت و دانشگاه اوتاگو، جایی که به عنوان یک مدل کشف شد، میرفت.

## حرفه
اولین نمایش خود برای ویکتوریا سکرت را در فشن شو ۲۰۱۴ انجام داد و پس از یک سال تبدیل به یکی از فرشتگان ویکتوریا سکرت شد. در سال ۲۰۱۶، در یک نظرسنجی که مجله ماکسیم به عنوان هات‌ترین زن سال قرار داده بود، مکسول رتبه یک را از آن خود کرد

## زندگی شخصی
استلا معمولاً زمان خود را در شهرهای لس آنجلس و نیویورک میگذراند، از اواخر سال ۲۰۱۶ او با کریستین استوارت رابطه داشت که این رابطه در سال 2019 به پایان رسید. او همجنسگرا  و دارای ملیت بریتانیایی، ایرلندی و نیوزلندی است.

## غذای مورد علاقه
در مورد غذای مورد علاقه اش گفته است که به طور کلی هر غذایی که با ذرت تهیه شود را دوست دارد و علاقه خاصی به خوراک ذرت که نوعی غذای مکزیکی است دارد . در مورد سایر خوراکی ها به بستنی وانیلی و شکلاتی بسیار علاقه دارد .